# 포켓몬스터 썬&문의 에피소드 목록
다음은 일본의 애니메이션 《포켓몬스터》 시리즈 중 하나인 《포켓몬스터 썬&문》의 에피소드 목록이다.

## 목록

### 본편
| 화수 | 제목                                             | 본방송일자 (일본)                                               | 방영순서 |
| ---- | ------------------------------------------------ | --------------------------------------------------------------- | -------- |
| 1    | "알로라! 첫 번째 섬, 처음 만나는 포켓몬들!!"     | 2016년 11월 17일 대한민국 내 방영 : 2016년 12월 20일 (1기 첫방) | 952      |
| 2    | "수호신 카푸꼬꼬꼭 등장! 도전, 우리의 Z기술!!"   | 2016년 11월 17일 대한민국 내 방영 : 2016년 12월 20일            | 953      |
| 3    | "반갑다로토, 난 로토무도감로토!"                 | 2016년 11월 24일 대한민국 내 방영 : 2017년 4월 4일              | 954      |
| 4    | "나몰빼미 등장! 알로라에서 포켓몬을 잡아라!!"    | 2016년 11월 24일 대한민국 내 방영 : 2017년 4월 4일              | 955      |
| 5    | "누리공, 힘내룬!"                                | 2016년 12월 1일 대한민국 내 방영 : 2017년 4월 11일              | 956      |
| 6    | "찌리리따끔따끔 토게데마루!"                     | 2016년 12월 8일 대한민국 내 방영 : 2017년 4월 11일              | 957      |
| 7    | "시장의 떠돌이, 냐오불!"                         | 2016년 12월 15일 대한민국 내 방영 : 2017년 4월 18일             | 958      |
| 8    | "알 담당은 누구?"                                | 2016년 12월 22일 대한민국 내 방영 : 2017년 4월 18일             | 959      |
| 9    | "주인 포켓몬은 형사구스!"                        | 2017년 1월 5일 대한민국 내 방영 : 2017년 4월 25일               | 960      |
| 10   | "Z기술이 나올까?! 큰 시련을 향한 도전!!"         | 2017년 1월 12일 대한민국 내 방영 : 2017년 4월 25일              | 961      |
| 11   | "지우, 키아웨네 집에 가다!"                      | 2017년 1월 19일 대한민국 내 방영 : 2017년 5월 2일               | 962      |
| 12   | "야외 수업은 시마사리?!"                         | 2017년 1월 26일 대한민국 내 방영 : 2017년 5월 2일               | 963      |
| 13   | "알로라 팬케이크 대레이스!"                      | 2017년 2월 2일 대한민국 내 방영 : 2017년 5월 9일                | 964      |
| 14   | "용기의 결정체, 릴리에와 식스테일!"              | 2017년 2월 9일 대한민국 내 방영 : 2017년 5월 9일                | 965      |
| 15   | "발톱자국 언덕, 암멍이와 루가루암!!"             | 2017년 2월 23일 대한민국 내 방영 : 2017년 5월 16일              | 966      |
| 16   | "작은 세 마리, 큰 모험!!"                        | 2017년 3월 2일 대한민국 내 방영 : 2017년 5월 16일               | 967      |
| 17   | "알로라 탐정 로토무! 사라진 크리스탈의 비밀!!"   | 2017년 3월 9일 대한민국 내 방영 : 2017년 5월 23일               | 968      |
| 18   | "진짜?! 마오의 요리 대작전!!"                    | 2017년 3월 16일 대한민국 내 방영 : 2017년 5월 23일              | 969      |
| 19   | "치열한 전격 특훈! 카푸꼬꼬꼭과의 재배틀!!"      | 2017년 3월 23일 대한민국 내 방영 : 2017년 5월 30일              | 970      |
| 20   | "지우와 피카츄, 둘의 약속"                       | 2017년 4월 6일 대한민국 내 방영 : 2017년 5월 30일               | 971      |
| 21   | "냐오불, 여행을 떠날 때!"                        | 2017년 4월 6일 대한민국 내 방영 : 2017년 6월 6일                | 972      |
| 22   | "삽을 조심하자!!!"                               | 2017년 4월 13일 대한민국 내 방영 : 2017년 6월 6일 (1기 종방)    | 973      |
| 23   | "충격! 닥트리오 해산!?"                          | 2017년 4월 20일 대한민국 내 방영 : 2017년 8월 22일 (2기 첫방)   | 974      |
| 24   | "알로라! 첫 번째 참관 수업!!"                    | 2017년 4월 27일 대한민국 내 방영 : 2017년 8월 22일              | 975      |
| 25   | "크리스탈 쟁탈전!! 로켓단 VS 스컬단!!"           | 2017년 5월 4일 대한민국 내 방영 : 2017년 8월 29일               | 976      |
| 26   | "안녕, 마마네!"                                  | 2017년 5월 11일 대한민국 내 방영 : 2017년 8월 29일              | 977      |
| 27   | "나와라, 붉은 눈빛의 루가루암!!"                 | 2017년 5월 18일 대한민국 내 방영 : 2017년 9월 5일               | 978      |
| 28   | "치열한 포켓베이스! 역전 홈런을 노려라!!"        | 2017년 5월 25일 대한민국 내 방영 : 2017년 9월 5일               | 979      |
| 29   | "자마슈의 숲에서 너도 잠왔슈?"                   | 2017년 6월 8일 대한민국 내 방영 : 2017년 9월 12일               | 980      |
| 30   | "릴리에, 피카츄를 예뻐해줘"                      | 2017년 6월 15일 대한민국 내 방영 : 2017년 9월 12일              | 981      |
| 31   | "라이치 등장! 울고 웃는 섬의 여왕!!"             | 2017년 6월 22일 대한민국 내 방영 : 2017년 9월 19일              | 982      |
| 32   | "보물 발견! 바랜드 서치!"                        | 2017년 6월 29일 대한민국 내 방영 : 2017년 9월 19일 (2기 종방)   | 983      |
| 33   | "약어리 강하리, 물가의 주인!!"                   | 2017년 7월 6일 대한민국 내 방영 : 2017년 10월 24일 (3기 첫방)   | 984      |
| 34   | "불꽃 배틀! 텅구리 나타나다!"                    | 2017년 7월 20일 대한민국 내 방영 : 2017년 10월 24일             | 985      |
| 35   | "화려한 배틀! 라란티스의 춤!!"                   | 2017년 7월 27일 대한민국 내 방영 : 2017년 10월 31일             | 986      |
| 36   | "라이치의 큰 시련!! 가장 힘든 포켓몬 승부!!"     | 2017년 8월 3일 대한민국 내 방영 : 2017년 10월 31일              | 987      |
| 37   | "암멍이와 생명의 유적의 수호신!"                 | 2017년 8월 10일 대한민국 내 방영 : 2017년 11월 7일              | 988      |
| 38   | "따라큐의 탈!"                                   | 2017년 8월 17일 대한민국 내 방영 : 2017년 11월 7일              | 989      |
| 39   | "가출한 마오와 하랑우탄!"                        | 2017년 8월 24일 대한민국 내 방영 : 2017년 11월 14일             | 990      |
| 40   | "누리공, 키요공, 닻의 타타륜!"                   | 2017년 8월 31일 대한민국 내 방영 : 2017년 11월 14일             | 991      |
| 41   | "돌진! 전지충이!!"                               | 2017년 9월 7일 대한민국 내 방영 : 2017년 11월 21일              | 992      |
| 42   | "관동에서 알로라!! 웅과 이슬!!"                  | 2017년 9월 14일 대한민국 내 방영 : 2017년 11월 21일             | 993      |
| 43   | "체육관 시합! Z기술 대 메가진화!!"               | 2017년 9월 21일 대한민국 내 방영 : 2017년 11월 28일             | 994      |
| 44   | "지우와 별구름! 신비한 만남!!"                   | 2017년 10월 5일 대한민국 내 방영 : 2017년 11월 28일 (3기 종방)  | 995      |
| 45   | "별구름 대소동! 순간이동은 갑자기!!"             | 2017년 10월 12일 대한민국 내 방영 : 2018년 3월 20일 (4기 첫방)  | 996      |
| 46   | "변신 메타몽, 꼭 찾을 거다몽!!"                  | 2017년 10월 19일 대한민국 내 방영 : 2018년 3월 20일             | 997      |
| 47   | "글라디오와 실버디, 경계의 가면!!"               | 2017년 10월 26일 대한민국 내 방영 : 2018년 3월 27일             | 998      |
| 48   | "전력포즈로 파자마 파티!!"                       | 2017년 11월 2일 대한민국 내 방영 : 2018년 3월 27일              | 999      |
| 49   | "릴리에와 실버디, 되살아나는 기억!!"             | 2017년 11월 9일 대한민국 내 방영 : 2018년 4월 3일               | 1000     |
| 50   | "자우보의 역습, 납치당한 별구름!!"               | 2017년 11월 16일 대한민국 내 방영 : 2018년 4월 3일              | 1001     |
| 51   | "열심힐리에, 결의에 찬 가출!!"                   | 2017년 11월 23일 대한민국 내 방영 : 2018년 4월 10일             | 1002     |
| 52   | "일륜의 제단, 솔가레오 강림!!"                   | 2017년 11월 30일 대한민국 내 방영 : 2018년 4월 10일             | 1003     |
| 53   | "서둘러라!! 루자미네 구출 대작전!!"              | 2017년 12월 7일 대한민국 내 방영 : 2018년 4월 17일              | 1004     |
| 54   | "빛나라, Z파워링!! 초전력 1000만볼트!!"          | 2017년 12월 14일 대한민국 내 방영 : 2018년 4월 17일             | 1005     |
| 55   | "솔가레오, 고마워! 우리의 별구름!!"              | 2017년 12월 21일 대한민국 내 방영 : 2018년 4월 24일             | 1006     |
| 56   | "자는 녀석은 강하다! 자말라의 비밀!"             | 2017년 12월 28일 대한민국 내 방영 : 2018년 4월 24일             | 1007     |
| 57   | "로토무, 폼체인지가 멈추지 않아!!"               | 2018년 1월 11일 대한민국 내 방영 : 2018년 5월 1일               | 1008     |
| 58   | "시마사리, 울지 마!!"                            | 2018년 1월 18일 대한민국 내 방영 : 2018년 5월 1일               | 1009     |
| 59   | "마오와 수련, 쌉쌀달콤 메모리즈!!"               | 2018년 1월 25일 대한민국 내 방영 : 2018년 5월 8일               | 1010     |
| 60   | "릴리에 날다! 포켓썰매 점프 대회!!"              | 2018년 2월 1일 대한민국 내 방영 : 2018년 5월 8일                | 1011     |
| 61   | "출동, 우리의 울트라가디언즈!!"                  | 2018년 2월 8일 대한민국 내 방영 : 2018년 5월 15일               | 1012     |
| 62   | "악의 나옹은 알로라나옹?!"                       | 2018년 2월 15일 대한민국 내 방영 : 2018년 5월 15일              | 1013     |
| 63   | "불타올라라, 냐오불!! 타도 어흥염!!"             | 2018년 2월 22일 대한민국 내 방영 : 2018년 5월 22일              | 1014     |
| 64   | "지우와 내던숭이, 우정의 터치다운!!"             | 2018년 3월 1일 대한민국 내 방영 : 2018년 5월 22일               | 1015     |
| 65   | "일리마와 이브이가 갑니다!!"                     | 2018년 3월 8일 대한민국 내 방영 : 2018년 5월 29일               | 1016     |
| 66   | "스케치로 스매시!! 격돌, 포켓핑퐁!!"             | 2018년 3월 15일 대한민국 내 방영 : 2018년 5월 29일              | 1017     |
| 67   | "피카피카 너무 좋아! 빙글빙글 베베놈!!"          | 2018년 3월 22일 대한민국 내 방영 : 2018년 6월 5일               | 1018     |
| 68   | "직업체험! 포켓몬센터 24시!!"                    | 2018년 4월 5일 대한민국 내 방영 : 2018년 6월 5일 (4기 종방)     | 1019     |
| 69   | "빛나라, 별빛배 철화구야!!"                      | 2018년 4월 12일 대한민국 내 방영 : 2018년 9월 18일 (5기 첫방)   | 1020     |
| 70   | "목장을 지켜라! 역습의 푸른 불꽃!!"              | 2018년 4월 19일 대한민국 내 방영 : 2018년 9월 18일              | 1021     |
| 71   | "물거미, 수련이는 내 거다!!"                     | 2018년 4월 26일 대한민국 내 방영 : 2018년 9월 25일              | 1022     |
| 72   | "빵빠라빵! 불타올라라, 마오 패밀리!!"            | 2018년 4월 26일 대한민국 내 방영 : 2018년 9월 25일              | 1023     |
| 73   | "로켓단의 섬 순례!? Z링을 접수하라!!"            | 2018년 5월 3일 대한민국 내 방영 : 2018년 10월 2일               | 1024     |
| 74   | "엄청 나쁜 아저씨가 섬의 왕!?"                   | 2018년 5월 10일 대한민국 내 방영 : 2018년 10월 2일              | 1025     |
| 75   | "카프브루루, 느긋한 맹특훈!!"                    | 2018년 5월 17일 대한민국 내 방영 : 2018년 10월 9일              | 1026     |
| 76   | "슈퍼 결전! 피카츄 VS 따라큐!!"                  | 2018년 5월 24일 대한민국 내 방영 : 2018년 10월 9일              | 1027     |
| 77   | "나누의 큰 시련! 루가루암의 각성!!"              | 2018년 5월 31일 대한민국 내 방영 : 2018년 10월 16일             | 1028     |
| 78   | "격돌, 울트라비스트! 펑펑 파직파직 대작전!!"     | 2018년 6월 7일 대한민국 내 방영 : 2018년 10월 16일              | 1029     |
| 79   | "메테노와 베베놈, 별하늘로 사라진 약속!!"        | 2018년 6월 14일 대한민국 내 방영 : 2018년 10월 23일             | 1030     |
| 80   | "모래두지의 폭풍! 얼음 동굴의 더블배틀!!"        | 2018년 6월 28일 대한민국 내 방영 : 2018년 10월 23일             | 1031     |
| 81   | "알로라의 젊은 불꽃, 로열지우의 탄생!!"          | 2018년 7월 5일 대한민국 내 방영 : 2018년 10월 30일              | 1032     |
| 82   | "댄스댄스로 진화하지 않을래?!"                   | 2018년 7월 19일 대한민국 내 방영 : 2018년 10월 30일             | 1033     |
| 83   | "지우, 작아지다!!"                               | 2018년 7월 26일 대한민국 내 방영 : 2018년 11월 6일              | 1034     |
| 84   | "가족의 형태, 베베놈의 기분!!"                   | 2018년 8월 2일 대한민국 내 방영 : 2018년 11월 6일               | 1035     |
| 85   | "뛰고, 올라가고, 차곡차곡!!"                     | 2018년 8월 9일 대한민국 내 방영 : 2018년 11월 13일              | 1036     |
| 86   | "여기로 정했다!! 포켓몬 온천 파라다이스!!"       | 2018년 8월 16일 대한민국 내 방영 : 2018년 11월 13일             | 1037     |
| 87   | "알로라의 위기, 빛을 삼키는 어둠!!"              | 2018년 8월 23일 대한민국 내 방영 : 2018년 11월 20일             | 1038     |
| 88   | "루나아라 VS UB:BLACK!! 보름달의 싸움!!"         | 2018년 8월 30일 대한민국 내 방영 : 2018년 11월 20일             | 1039     |
| 89   | "빛과 어둠의 프리즘, 그 이름은 네크로즈마!!"     | 2018년 9월 6일 대한민국 내 방영 : 2018년 11월 27일              | 1040     |
| 90   | "미래로 이어지게 하라! 빛나는 그분의 전설!!"     | 2018년 9월 13일 대한민국 내 방영 : 2018년 11월 27일 (5기 종방)  | 1041     |
| 91   | "대량발생츄, 피카츄 골짜기!!"                    | 2018년 10월 7일 대한민국 내 방영 : 2019년 3월 19일 (6기 첫방)   | 1042     |
| 92   | "절체절명의 쿠쿠이, 또 한 명의 로열마스크!!"     | 2018년 10월 14일 대한민국 내 방영 : 2019년 3월 19일             | 1043     |
| 93   | "용사 릴리에르와 알로라의 지팡이!!"              | 2018년 10월 21일 대한민국 내 방영 : 2019년 3월 26일             | 1044     |
| 94   | "고스트포켓몬 대집합! 공포체험 귀신의 집!!"      | 2018년 10월 28일 대한민국 내 방영 : 2019년 3월 26일             | 1045     |
| 95   | "벨라화산, 데구리 딱구리 등산가!!"               | 2018년 11월 4일 대한민국 내 방영 : 2019년 4월 2일               | 1046     |
| 96   | "로켓단과 포곰곰!!"                              | 2018년 11월 11일 대한민국 내 방영 : 2019년 4월 2일              | 1047     |
| 97   | "노련한 빼미스로우, 잠자는 나몰빼미 zzz!!"       | 2018년 11월 18일 대한민국 내 방영 : 2019년 4월 9일              | 1048     |
| 98   | "콤비 해산?! 지우와 로토무!!"                    | 2018년 11월 25일 대한민국 내 방영 : 2019년 4월 9일              | 1049     |
| 99   | "이브이, 어디 가? 그 애를 만나러 어디까지라도!!" | 2018년 12월 2일 대한민국 내 방영 : 2019년 4월 16일              | 1050     |
| 100  | "바람을 가르는 번개, 그 이름은 제라오라!!"       | 2018년 12월 9일 대한민국 내 방영 : 2019년 4월 16일              | 1051     |
| 101  | "쏴라, 우정의 트윈 스파킹 기가볼트!!"            | 2018년 12월 16일 대한민국 내 방영 : 2019년 4월 23일             | 1052     |
| 102  | "알로라에서 알로라! 웅과 이슬!!"                 | 2018년 12월 23일 대한민국 내 방영 : 2019년 4월 23일             | 1053     |
| 103  | "바위마저 깨부수는 뜨거운 하트, 라이치와 웅!!"   | 2019년 1월 6일 대한민국 내 방영 : 2019년 4월 30일               | 1054     |
| 104  | "포니섬의 자유 연구, 섬의 왕을 찾아라!!"         | 2019년 1월 13일 대한민국 내 방영 : 2019년 4월 30일              | 1055     |
| 105  | "루가루암 결전! 지우 VS 글라디오!!"              | 2019년 1월 20일 대한민국 내 방영 : 2019년 5월 7일               | 1056     |
| 106  | "바다에서 협곡에서! 포켓몬 진화 대특훈!!"        | 2019년 1월 27일 대한민국 내 방영 : 2019년 5월 7일               | 1057     |
| 107  | "달려라 키아웨! 자신을 뛰어넘어서!!"             | 2019년 2월 3일 대한민국 내 방영 : 2019년 5월 14일               | 1058     |
| 108  | "카푸느지느의 안갯속에서..."                     | 2019년 2월 10일 대한민국 내 방영 : 2019년 5월 14일              | 1059     |
| 109  | "섬의 여왕 탄생! 지우의 큰 시련!!"               | 2019년 2월 17일 대한민국 내 방영 : 2019년 5월 21일              | 1060     |
| 110  | "포켓골프로 홀인원!!"                            | 2019년 2월 24일 대한민국 내 방영 : 2019년 5월 21일 (6기 종방)   | 1061     |
| 111  | "알로라 상륙! 탈탈 메탈 소동!!"                  | 2019년 3월 3일 대한민국 내 방영 : 2019년 7월 16일 (7기 첫방)    | 1062     |
| 112  | "신종발견! 멜탄, 넌 내 거다!!"                   | 2019년 3월 10일 대한민국 내 방영 : 2019년 7월 16일              | 1063     |
| 113  | "새 드라마?! 작은 잉어킹의 멜로디!!"             | 2019년 3월 17일 대한민국 내 방영 : 2019년 7월 23일              | 1064     |
| 114  | "뷰티 앤 나옹!!"                                 | 2019년 3월 24일 대한민국 내 방영 : 2019년 7월 23일              | 1065     |
| 115  | "파괴의 제왕 구즈마!!"                           | 2019년 3월 31일 대한민국 내 방영 : 2019년 7월 30일              | 1066     |
| 116  | "릴리에와 비밀의 기계공주!!"                     | 2019년 4월 7일 대한민국 내 방영 : 2019년 7월 30일               | 1067     |
| 117  | "쉐이미, 멜탄, 물결! 미아 탐험대!!"              | 2019년 4월 14일 대한민국 내 방영 : 2019년 8월 6일               | 1068     |
| 118  | "최상층을 향해서! 폭음의 드래곤 체육관!!"        | 2019년 4월 21일 대한민국 내 방영 : 2019년 8월 6일               | 1069     |
| 119  | "초속의 투구뿌논, 마마네 각성!!"                 | 2019년 4월 28일 대한민국 내 방영 : 2019년 8월 13일              | 1070     |
| 120  | "수련, 가이오가를 낚다?!"                        | 2019년 5월 5일 대한민국 내 방영 : 2019년 8월 13일               | 1071     |
| 121  | "마오 분투, 숲속의 포켓몬 카페!!"                | 2019년 5월 12일 대한민국 내 방영 : 2019년 8월 20일              | 1072     |
| 122  | "감시하겠습니다! 로켓단 알로라의 모습!!"         | 2019년 5월 19일 대한민국 내 방영 : 2019년 8월 20일              | 1073     |
| 123  | "Z기술을 마스터하라! 불타오르는 키아웨 합숙!!"   | 2019년 5월 26일 대한민국 내 방영 : 2019년 8월 27일              | 1074     |
| 124  | "뭐든지 벱니다! 종이신도 등장!!"                 | 2019년 6월 2일 대한민국 내 방영 : 2019년 8월 27일               | 1075     |
| 125  | "지우, 시간을 초월한 만남!!"                     | 2019년 6월 9일 대한민국 내 방영 : 2019년 9월 3일                | 1076     |
| 126  | "피카츄의 두근두근 탐험대!!"                     | 2019년 6월 16일 대한민국 내 방영 : 2019년 9월 3일 (7기 종방)    | 1077     |
| 127  | "글라디오와 릴리에! 아버지의 환영을 좇아서"      | 2019년 6월 23일 대한민국 내 방영 : 2019년 11월 12일 (8기 첫방)  | 1078     |
| 128  | "개막! 알로라 포켓몬리그!!"                      | 2019년 6월 30일 대한민국 내 방영 : 2019년 11월 12일             | 1079     |
| 129  | "대난투! 배틀 로열 151!!"                        | 2019년 7월 7일 대한민국 내 방영 : 2019년 11월 19일              | 1080     |
| 130  | "마오와 수련! 우정의 전력배틀!"                  | 2019년 7월 14일 대한민국 내 방영 : 2019년 11월 19일             | 1081     |
| 131  | "로사 VS 로이! 사랑과 진실의 배틀필드!!"         | 2019년 7월 21일 대한민국 내 방영 : 2019년 11월 26일             | 1082     |
| 132  | "모크나이퍼를 공략하라!"                         | 2019년 7월 28일 대한민국 내 방영: 2019년 11월 26일              | 1083     |
| 133  | "공중에서의 결전! 브레이브버드 VS 불새!!"        | 2019년 8월 4일 대한민국 내 방영: 2019년 12월 3일                | 1084     |
| 134  | "모두의 전력! 준결승으로 가는 길!!"              | 2019년 8월 11일 대한민국 내 방영: 2019년 12월 3일               | 1085     |
| 135  | "준결승! 키아웨 VS 글라디오!!"                   | 2019년 8월 18일 대한민국 내 방영: 2019년 12월 10일              | 1086     |
| 136  | "타오르는 불꽃! 라이벌은 하나가 아니다!!"        | 2019년 8월 25일 대한민국 내 방영: 2019년 12월 10일              | 1087     |
| 137  | "무패의 제왕 구즈마!!"                           | 2019년 9월 1일 대한민국 내 방영: 2019년 12월 17일               | 1088     |
| 138  | "결승전, 최강 라이벌 대결!!"                     | 2019년 9월 8일 대한민국 내 방영: 2019년 12월 17일               | 1089     |
| 139  | "탄생, 알로라의 챔피언!!"                        | 2019년 9월 15일 대한민국 내 방영: 2019년 12월 24일              | 1090     |
| 140  | "악식킹의 습격, Z기술 대결전!!"                  | 2019년 9월 22일 대한민국 내 방영: 2019년 12월 24일              | 1091     |
| 141  | "파이널 배틀! 지우 VS 쿠쿠이!!"                  | 2019년 9월 29일 대한민국 내 방영: 2019년 12월 31일              | 1092     |
| 142  | "불타올라라! 넘쳐흘러라!! 풀배틀!!"              | 2019년 10월 6일 대한민국 내 방영: 2019년 12월 31일              | 1093     |
| 143  | "결판! 어흥염 VS 냐오히트!!"                     | 2019년 10월 13일 대한민국 내 방영: 2020년 1월 7일               | 1094     |
| 144  | "알로라 최강의 Z! 카푸꼬꼬꼭 VS 피카츄"          | 2019년 10월 20일 대한민국 내 방영: 2020년 1월 7일               | 1095     |
| 145  | "태양과 달, 그리고 모두의 꿈!"                   | 2019년 10월 27일 대한민국 내 방영: 2020년 1월 14일              | 1096     |
| 146  | "고마워, 알로라! 각자의 여행을 떠나다!!"         | 2019년 11월 3일 대한민국 내 방영: 2020년 1월 14일 (8기 종방)    | 1097     |

### 이브이, 어디 가?
| 화수    | 제목                                        | 본방송일자                                          | 방영순서(일본) |
| ------- | ------------------------------------------- | --------------------------------------------------- | -------------- |
| 1(93.5) | "イーブイ,どこいくの？(이브이, 어디 가?) 1" | 2018년 10월 21일 대한민국 내 방영 : 2019년 3월 26일 | 1044.5         |
| 2(94.5) | "イーブイ,どこいくの？(이브이, 어디 가?) 2" | 2018년 10월 28일 대한민국 내 방영 : 2019년 3월 26일 | 1045.5         |
| 3(95.5) | "イーブイ,どこいくの？(이브이, 어디 가?) 3" | 2018년 11월 4일 대한민국 내 방영 : 2019년 4월 2일   | 1046.5         |
| 4(96.5) | "イーブイ,どこいくの？(이브이, 어디 가?) 4" | 2018년 11월 11일 대한민국 내 방영 : 2019년 4월 2일  | 1047.5         |
| 5(97.5) | "イーブイ,どこいくの？(이브이, 어디 가?) 5" | 2018년 11월 18일 대한민국 내 방영 : 2019년 4월 9일  | 1048.5         |
| 6(98.5) | "イーブイ,どこいくの？(이브이, 어디 가?) 6" | 2018년 11월 25일 대한민국 내 방영 : 2019년 4월 9일  | 1049.5         |